# Pałac w Kutkorzu
Pałac w Kutkorzu – wybudowany w XVIII w. przez Jerzego Antoniego Łączyńskiego jako ruina przetrwał do 1939 r.